# Medalles del Cercle d'Escriptors Cinematogràfics de 2012
La cerimònia de lliurament de les medalles del Cercle d'Escriptors Cinematogràfics de 2012 va tenir lloc l'11 de febrer de 2013 al Cine Palafox de Madrid i fou presentada pels actors Xenia Tostado i Jesús Olmedo. Va comptar amb el patrocini de la Comunitat de Madrid, la Fundació AISGE, la SGAE la Fundació Autor i l'ambaixada de Noruega.
Els premis tenien per finalitat distingir als professionals del cinema espanyol i estranger pel seu treball durant l'any 2012. Es van concedir un total de 20 premis, creant-se premis nous al millor actor i actriu revelacions, a la millor pel·lícula d'animació i labor de promoció i premsa. Es va concedir un premi homenatge a l'actor Josep Sazatornil i Buendía. La pel·lícula amb més guardons de la nit va ser Blancaneu de Pablo Berger, que va guanyar vuit medalles (millor pel·lícula, director, actriu secundària, actriu revelació, guió original, fotografia, muntatge i música). De les altres candidates, només Grupo 7 en va obtenir tres (actor, actor secundari i actor revelació).
Després del lliurament de medalles es va projectar en primícia la pel·lícula Kon-Tiki de Joachim Rønning i Espen Sandberg, en versió original.

## Pel·lícules candidates
| Pel·lícula                            | Nominacions | Premis |
| ------------------------------------- | ----------- | ------ |
| Blancaneu                             | 12          | 8      |
| Grupo 7                               | 10          | 3      |
| El artista y la modelo                | 7           | 0      |
| Madrid, 1987                          | 2           | 0      |
| The Impossible                        | 7           | 1      |
| Operación E                           | 1           | 0      |
| Katmandú, un mirall al cel            | 2           | 0      |
| Les aventures de Tadeu Jones          | 4           | 2      |
| Invasor                               | 3           | 0      |
| Fin                                   | 1           | 0      |
| Silencio en la nieve                  | 1           | 0      |
| Els nens salvatges                    | 2           | 0      |
| Arrugues (pel·lícula)                 | 1           | 0      |
| O Apóstolo                            | 1           | 0      |
| Papa, sóc una zombi                   | 1           | 0      |
| Hijos de las nubes, la última colonia | 1           | 1      |
| Contra el tiempo                      | 1           | 0      |
| Las constituyentes                    | 1           | 0      |
| Testigo involuntario. Nicolás Redondo | 1           | 0      |
| Carmina o revienta                    | 3           | 0      |
| El mundo es nuestro                   | 1           | 1      |
| Buscando a Eimish                     | 2           | 0      |
| El cos                                | 1           | 0      |
| Evelyn                                | 1           | 0      |
| Una pistola a cada mà                 | 2           | 0      |

## Premis per categoria
| Millor pel·lícula | Millor direcció |
| --- | --- |
| - Blancaneu - El artista y la modelo - Grupo 7 - The Impossible | - Pablo Berger per Blancaneu - Alberto Rodríguez per Grupo 7 - Fernando Trueba per El artista y la modelo - Juan Antonio Bayona per The Impossible |
| Millor actor protagonista | Millor actriu protagonista |
| - Antonio de la Torre Martín per Grupo 7 - Daniel Giménez Cacho per Blancaneu - Jean Rochefort per El artista y la modelo - José Sacristán per Madrid, 1987 - Luis Tosar per Operación E                                                   | - Naomi Watts per The Impossible - Aida Folch per El artista y la modelo - Maribel Verdú per Blancaneu - Verónica Echegui per Katmandú, un mirall al cel |
| Millor actor secundari | Millor actriu secundària |
| - Julián Villagrán per Grupo 7 - Antonio de la Torre Martín per Invasor - Javier Cámara per Una pistola a cada mà - Josep Maria Pou per Blancaneu                                                                                          | - Ángela Molina per Blancaneu - Candela Peña per Una pistola a cada mà - Chus Lampreave per El artista y la modelo - María León per Carmina o revienta |
| Millor guió original | Millor guió adaptat |
| - Pablo Berger per Blancaneu - Fernando Trueba i Jean-Claude Carrière per El artista y la modelo - Alberto Rodríguez i Rafael Cobos per Grupo 7 - Sergio G. Sánchez per The Impossible                                                     | - Javier López Barreira, Gorka Magallón, Ignacio del Moral, Jordi Gasull i Neil Landau per Les aventures de Tadeu Jones - Jorge Guerricaechevarría i Sergio G. Sánchez per Fin - Javier Gullón i Jorge Arenillas per Invasor - Nicolás Saad per Silencio en la nieve |
| Premi actor revelació | Premi actriu revelació |
| - Joaquín Núñez per Grupo 7 - Emilio Gavira per Blancaneu - Tom Holland per The Impossible - Àlex Monner per Els nens salvatges | - Macarena García per Blancaneu - Carmina Barrios per Carmina o revienta - Cati Solivellas per Els nens salvatges - Estefanía de los Santos per Grupo 7 |
| Premi director revelació | Millor fotografia |
| - Alfonso Sánchez Fernández per El mundo es nuestro - Enrique Gato per Les aventures de Tadeu Jones - Ana Rodríguez Rosell per Buscando a Eimish - Isabel de Ocampo per Evelyn - Oriol Paulo per El cos - Paco León per Carmina o revienta | - Kiko de la Rica per Blancaneu - Daniel Vilar per El artista y la modelo - Álex Catalán per Grupo 7 - Óscar Faura per The Impossible |
| Millor música | Millor muntatge |
| - Alfons de Vilallonga i Serra per Blancaneu - Antonio Escobar per Buscando a Eimish - Julio de la Rosa per Grupo 7 - Álex Martínez i Zacarías M. De la Riva per Les aventures de Tadeu Jones                                              | - Fernando Franco per Blancaneu - José M. G. Moyano per Grupo 7 - David Pinillos i Antonio Frutos per Invasor - Elena Ruiz i Bernat Vilaplana per The Impossible |
| Millor llargmetratge d'animació | Millor documental |
| - Les aventures de Tadeu Jones, d'Enrique Gato - Arrugues (pel·lícula), d'Ignacio Ferreras - O Apóstolo, de Fernando Cortizo - Papa, sóc una zombi, de Ricardo Ramón i Joan Espinach                                                       | - Álvaro Longoria per Hijos de las nubes, la última colonia - José Manuel Serrano Cueto per Contra el tiempo - Oliva Acosta per Las constituyentes - Iñaki Arteta per Testigo involuntario. Nicolás Redondo                                                          |
| Millor pel·lícula estrangera | |
| - Argo (pel·lícula), de Ben Affleck - Amor sota l'arç blanc, de Zhang Yimou - A la casa, de François Ozon - Intocable, d'Éric Toledano - Hugo (pel·lícula), de Martin Scorsese                                                             | |
| Medalla d'honor | |
| Josep Sazatornil i Buendía | |
| Medalla a la labor de promoció i premsa | |
| Wanda Visión per Arrugues, d'Ignacio Ferreras. | |
| Medalla a la labor periodística i literària | |
| Antonio Carballo Sánchez, director de CineInforme i TeleInforme. | |